# 亞馬遜瓊脂鯉
亞馬遜瓊脂鯉，為輻鰭魚綱脂鯉目脂鯉亞目脂鯉科的其中一個種，為熱帶淡水魚，分布於南美洲亞馬遜河上游流域，體長可達7.4公分，棲息在沙泥底質水域，生活習性不明。

## 扩展阅读
- 維基物種上的相關：亞馬遜瓊脂鯉